# Acalypha pygmaea
Acalypha pygmaea är en törelväxtart som beskrevs av Achille Richard. Acalypha pygmaea ingår i släktet akalyfor, och familjen törelväxter. Inga underarter finns listade i Catalogue of Life.